# Groupe de NGC 5198
Le groupe de NGC 5198 comprend au moins quatre galaxies situées dans la constellation des Chiens de chasse. La distance moyenne entre ce groupe et la Voie lactée est d'environ 33,8 Mpc (∼110 millions d'al). 

## Membres
Le tableau ci-dessous liste les quatre galaxies du groupe indiquées dans l'article de A.M. Garcia paru en 1993.
| Nom      | Class.   | Type           | α (J2000.0)   | δ (J2000.0) | Vitesse radiale (km/s) | m    | Distance (Mpc) | Diamètre (kal) |
| -------- | -------- | -------------- | ------------- | ----------- | ---------------------- | ---- | -------------- | -------------- |
| NGC 5169 | SB(rs)b? | Spirale barrée | 13h 28m 10.0s | 48° 40′ 20″ | 2417 ± 3               | 13,5 | 38,3 ± 2,7     | 72             |
| NGC 5173 | E0?      | Elliptique     | 13h 28m 25.3s | 46° 35′ 30″ | 2420 ± 2               | 12,2 | 38,3 ± 2,7     | 64             |
| NGC 5198 | E1-2?    | Elliptique     | 13h 30m 11.4s | 46° 40′ 15″ | 2519 ± 5               | 11,8 | 39,7 ± 2,8     | 99             |
| UGC 8597 | Scd?     | Spirale        | 13h 36m 35.4s | 46° 11′ 58″ | 2434 ± 10              | 13,8 | 38,5 ± 2,7     | 45             |

Le site DeepskyLog permet de trouver aisément les constellations des galaxies mentionnées dans ce tableau ou si elles ne s'y trouvent pas, l'outil du site constellation permet de le faire à l'aide des coordonnées de la galaxie. Sauf indication contraire, les données proviennent du site NASA/IPAC. 